# 朝鲁吐林场
朝鲁吐林场是中国内蒙古自治区通辽市科尔沁左翼后旗下辖的一个类似乡级单位。

## 行政区划
朝鲁吐林场共辖以下地区：
虚拟生活区。